# 액티브 월드
액티브 월드(Active Worlds)는 1995년 처음 개발된 인터넷 기반 3차원 가상 세계이다. 액티브 월드 브라우저라는 프로그램을 사용하여 접속할 수 있다. 사용자들은 다른 사용자들과 대화를 나누거나 메신저 기능을 사용할 수 있으며, 제한된 구역 내에서는 건축물을 지을 수 있다. 또한 액티브 월드 프로그램에는 기본적인 웹 브라우저 기능이 내장되어 있어서 3D 월드와 연동된 커뮤니케이션 기능이나 미디어 환경을 구축할 수 있다.
4.2 버전의 베타 테스트가 2008년 2월 시작되었다. 4.2 버전에는 세컨드 라이프와 비슷하게 아바타를 직접 꾸밀수 있게 되었다.
현재 5.1 버전이 서비스 되고 있다.
다른 지역으로 이동을 할 때는 다시 로그인을 해야 하는 불편함 및 다른 나라의 지역으로 이동할 수 없는 불편함이 있다. 특히 어떤 지역은 커뮤니티 위주로 구성이 되어있어서 해당 커뮤니티의 회원이 아니면 로그인을 할 수 없는 경우도 있다.

## 같이 보기
- 다다월즈
- 세컨드 라이프